# Rimpasto
Rimpasto è il termine, d'origine gergale, ma ormai comunemente accettato anche dai manuali di diritto costituzionale, che indica i mutamenti all'interno della compagine di un governo, i quali abbiano luogo senza le dimissioni dell'intero gabinetto. Presupposti, motivi e vantaggi del "rimpasto" sono la possibilità di evitare una più seria crisi di governo.
Tipico dei sistemi parlamentari basati sul cosiddetto modello Westminster o sul premierato, ma anche del semipresidenzialismo francese, il rimpasto presuppone la capacità del primo ministro o presidente del Consiglio dei Ministri o cancelliere federale, pur formalmente equiordinato agli altri membri del governo, di chiedere e ottenere la revoca o le dimissioni di singoli ministri.
Condizione, quindi, perché tali revoche o dimissioni non comportino una crisi di governo è che il capo del gabinetto sia anche il presidente del partito di maggioranza o, quantomeno, il capo riconosciuto e indiscusso della coalizione di partiti.
I rimpasti originano, normalmente, dalla constatazione dell'inconciliabilità del dissidio fra due o più ministri o fra uno o più di costoro e il primo ministro, ovvero, più comunemente, da sconfitte del governo in referendum o elezioni parziali, nella speranza, così, di rilanciare l'immagine del governo stesso di fronte all'opinione pubblica in vista delle più o meno imminenti elezioni generali.
Vantaggi del rimpasto, rispetto alla crisi di governo o, nei casi più gravi, alle elezioni anticipate, sono la rapidità e la "chirurgicità" dell'intervento, che consentono di apportare i cambiamenti ritenuti necessari senza interrompere o rallentare l'azione governativa, evitando di penalizzare anche i ministri più meritevoli.

## In Gran Bretagna, Francia e altri Paesi
La pratica del rimpasto, anche se ormai propria di quasi tutti i Paesi liberaldemocratici dell'Occidente, è particolarmente agevole in Gran Bretagna e in Francia. In quest'ultimo paese, però, a "condurre i giochi" è il presidente della Repubblica, che può coinvolgere nel rimpasto anche il primo ministro, purché il "colore politico" del presidente sia uguale a quello della maggioranza parlamentare (cosa, ormai, quasi certa, data la fine del mandato settennale del presidente e la sua quasi coincidenza con la legislatura dell'Assemblea nazionale a seguito della riforma del 2002).

## In Italia
In Italia, durante il regime fascista, i rimpasti, che la propaganda ufficiale preferiva chiamare "rotazioni", avevano una cadenza regolare di due o tre anni, ad esclusiva discrezione del Capo del Governo Benito Mussolini, che poteva contare su un potere dittatoriale, tant'è che in tutti i vent'anni e nove mesi del regime il gabinetto è formalmente rimasto il governo Mussolini.
Con l'avvento della democrazia repubblicana, forse anche come reazione all'esperienza fascista, la pratica costante è stata nel senso del susseguirsi frequentissimo di crisi di governo e, dopo il 1972, anche di scioglimenti anticipati delle Camere.
Il sistema maggioritario e il bipolarismo, adottati, con fatica, a partire dalla XII legislatura, hanno ridotto, ma non annullato, la frequenza delle crisi di governo e delle elezioni anticipate, mentre, nella XIV legislatura, grazie soprattutto alla grande maggioranza di seggi acquisiti dalla Casa delle Libertà e, al suo interno, alla preponderanza del partito del Presidente del Consiglio Silvio Berlusconi, è stato possibile assistere a numerosi rimpasti, conseguenti all'adesione dei ministri interessati all'invito a rassegnare le dimissioni rivolto loro dal presidente.
Dopo l'adozione di una nuova legge elettorale che, pur salvando il bipolarismo e il sistema delle coalizioni preelettorali e prevedendo un premio di maggioranza, ha ripristinato la logica proporzionale e favorito la formazione di alleanze con molti piccoli partiti, non si è potuto assistere a rimpasti capaci di scongiurare il "pericolo" delle frequenti crisi di governo e delle elezioni anticipate, tanto che il governo Prodi II, superata a stento una prima crisi nel febbraio 2007, ha definitivamente perso, appena un anno dopo, la fiducia del Senato, provocando la fine anticipata della XV legislatura.
Il rimpasto, pur essendo prassi comune, non è menzionato in nessuno degli articoli della Costituzione. Può riguardare un singolo ministro o più di uno, qualora venisse meno la fiducia tra essi e il capo dell'esecutivo. Tuttavia si parla di rimpasto anche quando viene cambiata l'intera composizione del governo e se ne forma uno completamente rinnovato con a capo lo stesso Presidente del Consiglio di quello precedente.